# Біб кінський
Біб (Vicia faba L.) — однорічна трав'яна рослина родини бобові (Fabaceae), кормова й овочева культура.

## Опис

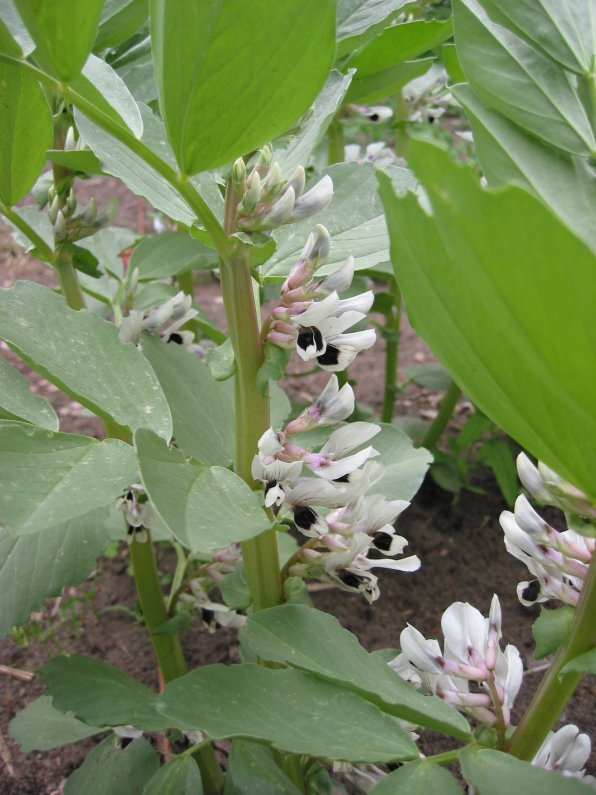
Квітки бобу кінського

Стебло — прямостояче, 4-гранне, висоти до 150 см.
Листки — складні, парнопірчасті, з 4—6 великих (4—8 см завдовжки), еліптичних або видовжених, трохи м'ясистих листочків.
Квітки — білі з чорною плямою (віночок білий з чорними оксамитними плямами на крильцях), зигоморфні, двостатеві, по 2—4 в коротеньких китицях.
Плід — великий товстий біб, який містить 1-5 їстівних насінин.
Цвіте у червні — липні.
Маса 1000 насінин до 1500 г.

## Поширення
Походить з Середньої Азії, Близького Сходу та Середземномор'я. На території України вирощують як кормову, овочеву і зернову бобову рослину.
Поширений в Північній Америці, Англії, Нідерландах, Греції, Білорусі, Дагестані, Азербайджані, в районах нечорноземної смуги Росії; в Україні — на Поліссі та Волині.

## Практичне використання

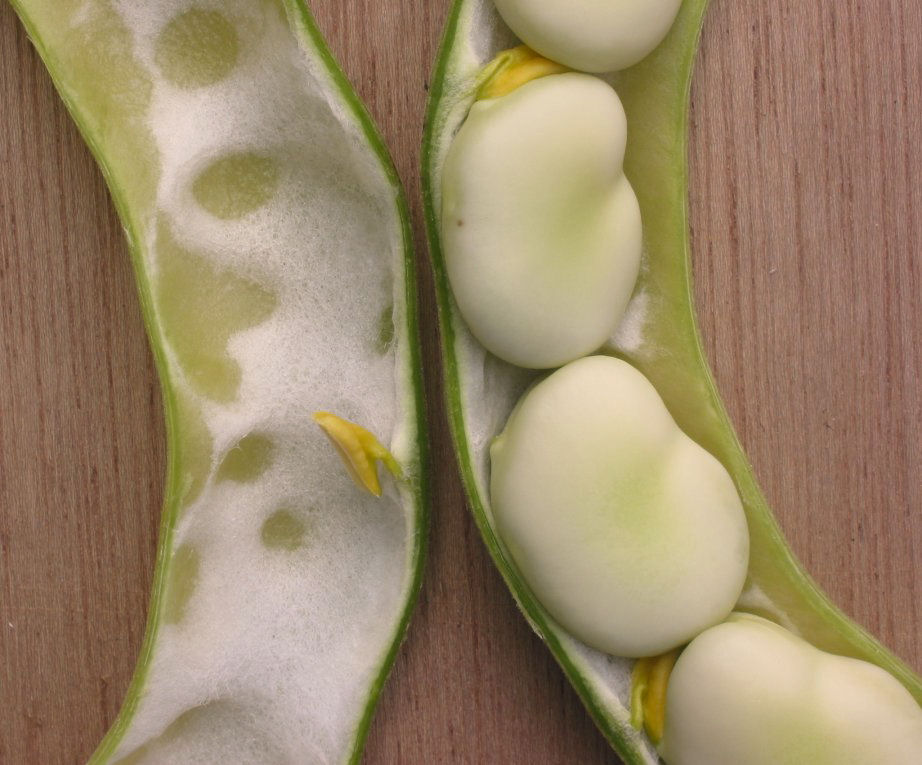
Біб з насінням

Вирощують на зерно — багате на білки (24—35 %), незамінні амінокислоти (аргінін, гістидин, метіонін, лізин та інші), вуглеводи і вітаміни з групи В, ліпіди;
Використовується на силос і зелений корм.
Урожайність насіння досягає 3 т/га, зеленої маси 8 т/га.

### Фармакологічні властивості і використання
У народній медицині боби використовують як в'яжучий і протизапальний засіб. Пюре із насіння корисно вживати при проносі, як засіб від нудоти і кашлю. Як зовнішній засіб зварені в молоці, або воді й розтерте насіння прикладають до наривів і шкіри, ураженої запальними процесами. Як косметичний засіб (для обмивання обличчя) використовують настій або відвар квіток.
ПРОТИПОКАЗАНО вживати боби при подагрі, гострих нефритах, загостренні запальних процесів шлунка і кишечника, при хронічній недостатності кровообігу, при дефіциті глюкозо-6-фосфатдегідрогенази.[джерело?]

## Галерея

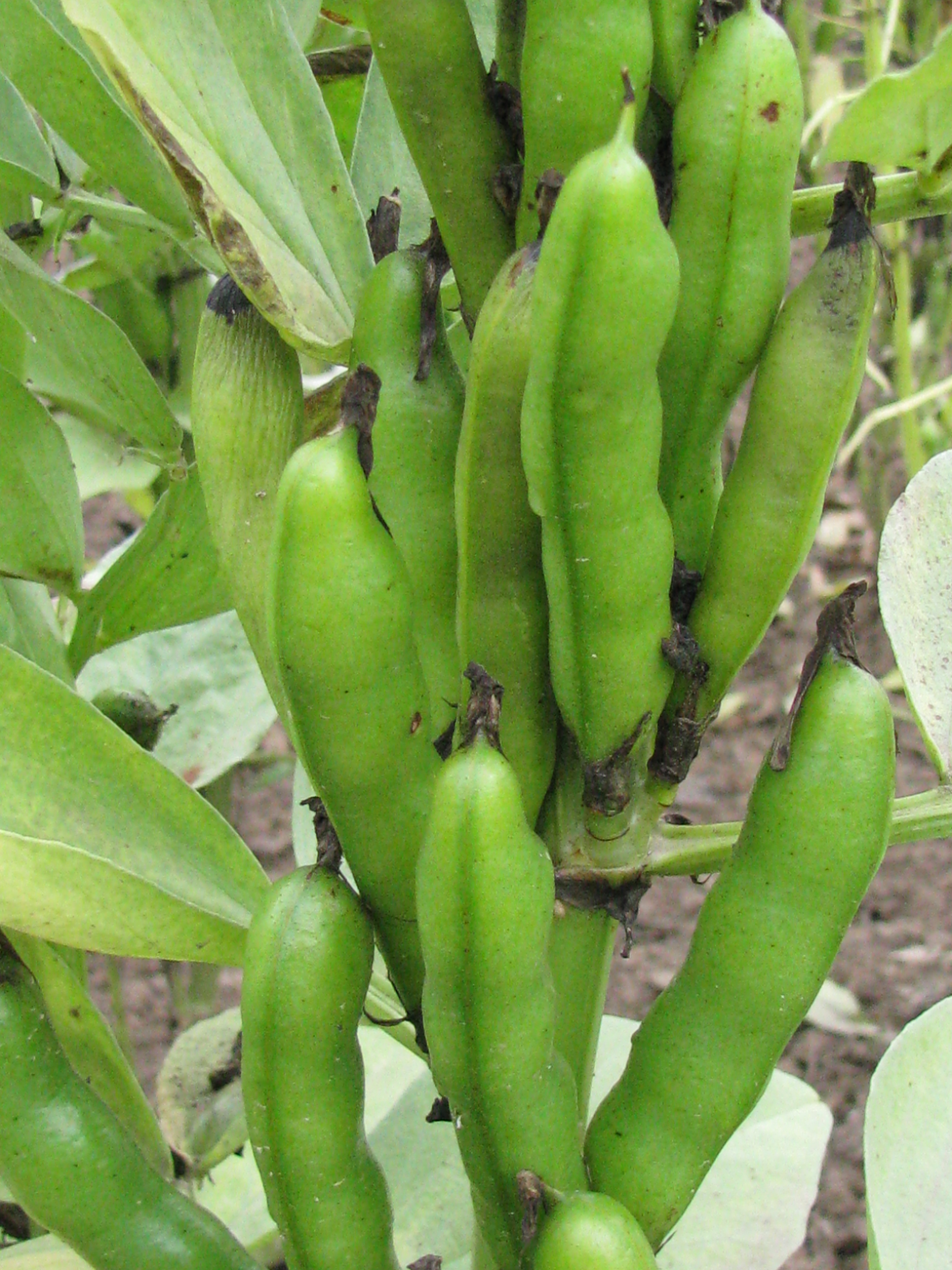
Сорт Віндзорські
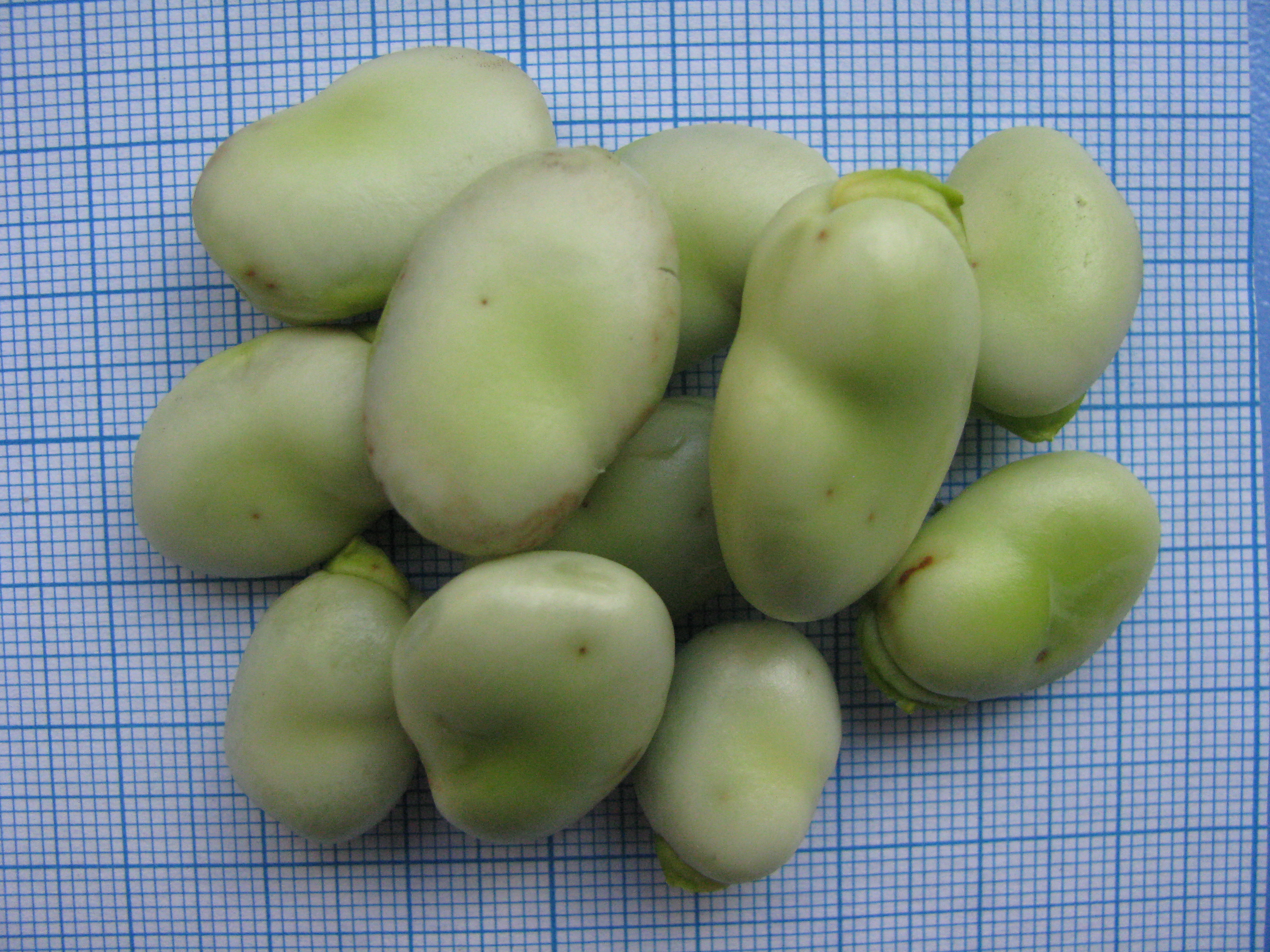
Сорт Віндзорські - насіння у технічній стиглості
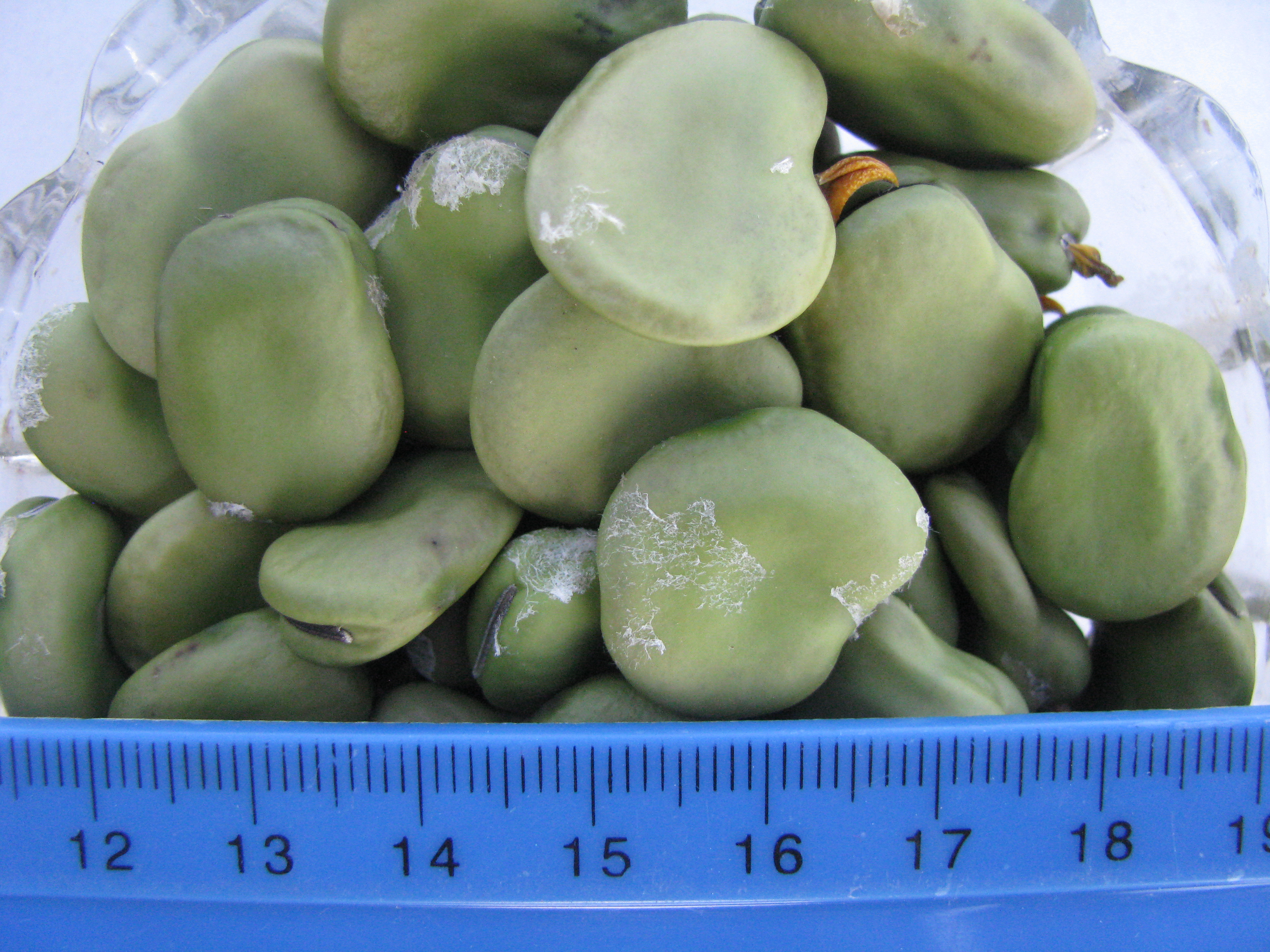
Сорт Грін Хандалі - насіння у технічній стиглості
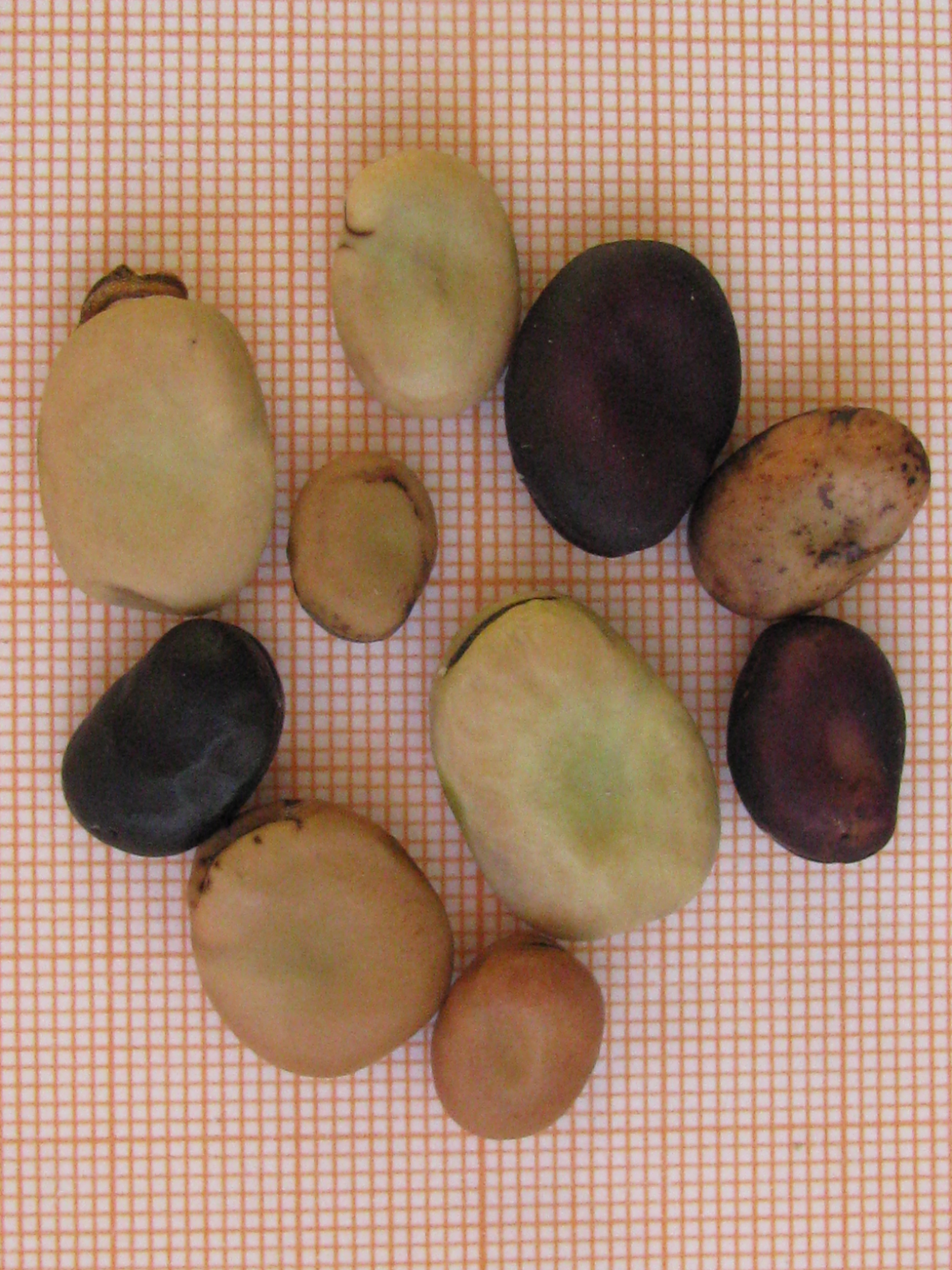
Різноманіття стиглого насіння
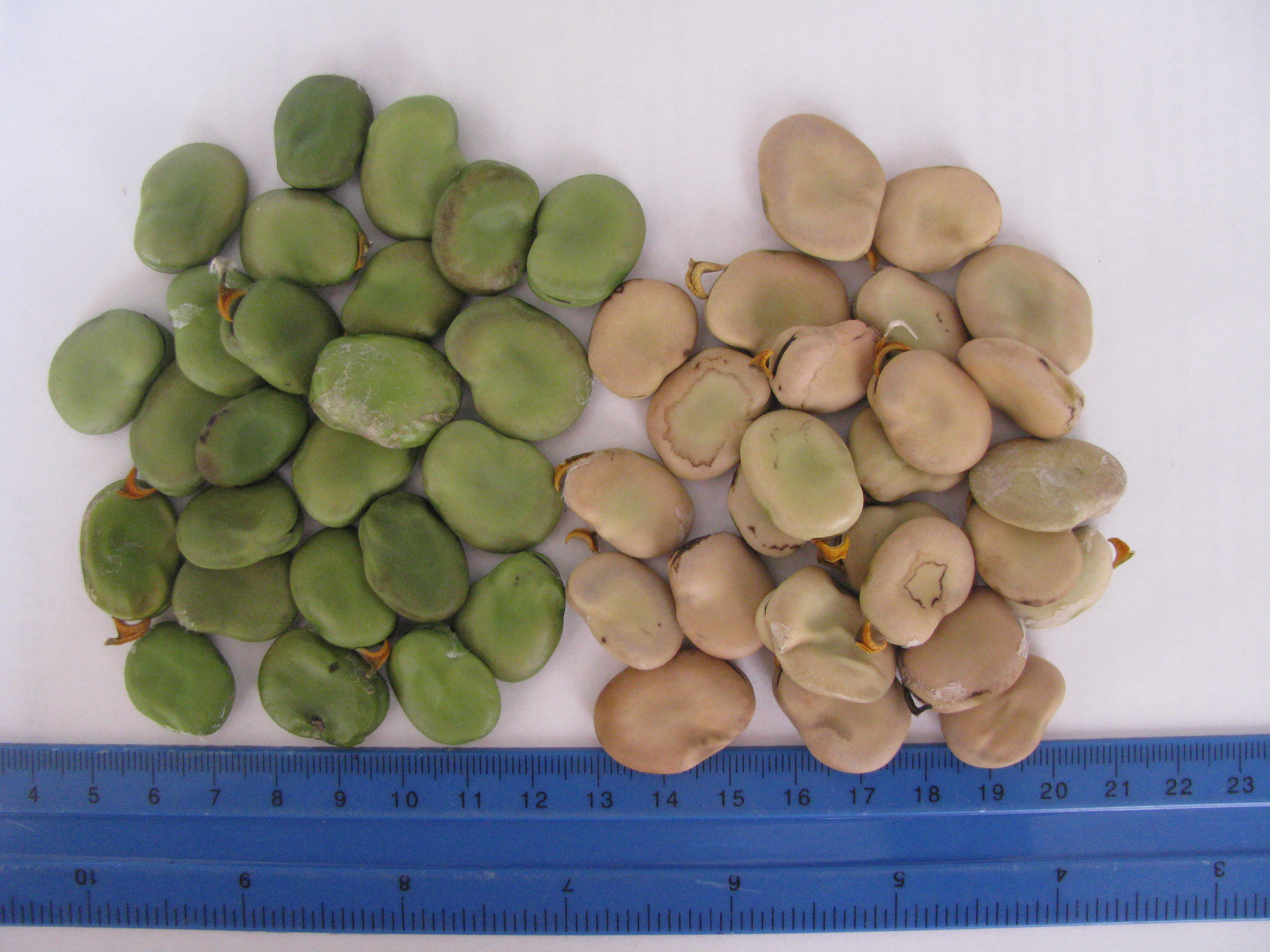
Стигле насіння у сортів Грін Хандалі і Віндзорські